# Małgorzata Urszula Mazurczak
Małgorzata Urszula Mazurczak lub Urszula Małgorzata Mazurczak (ur. 10 czerwca 1948 w Tarnowskich Górach) – polska historyk sztuki średniowiecznej.

## Życiorys
Magisterium w 1974. Zatrudniona na KUL od 1976. Doktorat na KUL w 1984 (Zagadnienia czasu przedstawionego w obrazie na przykładzie niderlandzkiego malarstwa tablicowego XV w.). Habilitacja tamże w 1992 (Motywy inspiracji w średniowiecznych wizerunkach ewangelistów). Profesor nauk humanistycznych od 2005 roku. W latach 1993–2014 była kierownikiem Katedry Historii Sztuki Średniowiecznej Powszechnej KUL. W latach 1995–1999 była dyrektorem Instytutu Historii Sztuki Katolickiego Uniwersytetu Lubelskiego.

## Wybrane publikacje
- Zagadnienia czasu przedstawionego w obrazie na przykładzie niderlandzkiego malarstwa tablicowego XV w., Lublin: Redakcja Wydawnictw KUL 1984.
- Motywy inspiracji w średniowiecznych wizerunkach Ewangelistów, Lublin: Redakcja Wydawnictw KUL 1992.
- (redakcja) Obraz Boga Ojca w kulturze, red. Mirosława Ołdakowska-Kuflowa, Urszula Małgorzata Mazurczak, Lublin: Redakcja Wydawnictw KUL 2000.
- (redakcja) Obraz i kult: materiały z konferencji „Obraz i kult”, KUL - Lublin, 6-8 października 1999, red. Małgorzata Urszula Mazurczak, Jowita Patyra, Lublin: Wydawnictwo KUL 2002.
- Miasto w pejzażu malarskim XV wieku: Niderlandy, Lublin: Wydawnictwo KUL 2004.
- (redakcja) Obraz i przyroda: materiały z konferencji „Obraz i przyroda”, Katolicki Uniwersytet Lubelski, 6-8 października 2003, red. Małgorzata Urszula Mazurczak, Jowita Patyra, Małgorzata Żak, Lublin: Wydawnictwo KUL 2005.
- (redakcja) Obraz i żywioły: materiały z konferencji „Obraz i żywioły”, Katolicki Uniwersytet Lubelski Jana Pawła II, 11-12 października 2006, red. Małgorzata Urszula Mazurczak, Małgorzata Żak, Lublin: Wydawnictwo KUL 2007.
- Cielesność człowieka w średniowiecznym malarstwie Italii, t. 1, Lublin: Wydawnictwo KUL 2012.
- Studia anthropologica: pogranicza historii sztuki i kultury, red. nauk. Urszula M. Mazurczak, Lublin: Wydawnictwo KUL 2013.
- Ziemia, człowiek, sztuka. Interdyscyplinarne studia nad ziemią: archeologia, historia, kultura, sztuka, red. Urszula Mazurczak, Lublin: Wydawnictwo KUL 2015.